# Liste der Gemeinden im Landkreis Aichach-Friedberg

Karte des Landkreises Aichach-Friedberg

Die Liste der Gemeinden im Landkreis Aichach-Friedberg gibt einen Überblick über die 24 kleinsten Verwaltungseinheiten des Landkreises Aichach-Friedberg. Fünf der Gemeinden sind Märkte und zwei sind Städte; beide Städte, Aichach und Friedberg sind Mittelstädte.
In seiner heutigen Form entstand der Landkreis Aichach-Friedberg im Zuge der im Jahr 1972 durchgeführten bayerischen Gebietsreform. Der Landkreis wurde aus den Landkreisen Aichach und Friedberg und Teilen der Landkreise Fürstenfeldbruck und Neuburg a.d. Donau sowie einer Gemeinde des Schrobenhausen gebildet. Die heutige Gemeindegliederung war erst im Jahr 1994 abgeschlossen. In diesem Jahr wurde die Gemeinde Baar, die von 1978 bis 1994 zum Markt Thierhaupten (Landkreis Augsburg) gehörte, wieder selbständig und wechselte in den Landkreis Aichach-Friedberg. Bei den Gemeinden ist vermerkt, zu welchem Landkreis der Hauptort der Gemeinde vor der Gebietsreform gehörte. Bei den Teilorten der Gemeinden ist das Jahr vermerkt, in dem diese der Gemeinde beitraten. Bei den Teilorten, die vor der Gebietsreform zu einem anderen Landkreis gehörten als der Hauptort der heutigen Gemeinde, ist auch dieses vermerkt.

## Beschreibung
Weiter gegliedert werden kann der Landkreis in fünf Verwaltungsgemeinschaften (VG):
- VG Aindling: mit dem Markt Aindling und den Gemeinden Petersdorf und Todtenweis;
- VG Dasing: mit den Gemeinden Dasing, Adelzhausen, Eurasburg, Obergriesbach und Sielenbach;
- VG Kühbach: mit dem Markt Kühbach und der Gemeinde Schiltberg;
- VG Mering: mit dem Markt Mering und den Gemeinden Schmiechen und Steindorf;
- VG Pöttmes: mit dem Markt Pöttmes und der Gemeinde Baar;

Die Städte Aichach und Friedberg sind wie der Markt Inchenhofen und die Gemeinden Affing, Hollenbach, Kissing, Merching, Rehling und Ried nicht Mitglied einer Verwaltungsgemeinschaft.
Der Landkreis hat eine Gesamtfläche von 783,09 km2. Die größte Fläche innerhalb des Landkreises hat die Kreisstadt Aichach mit 92,97 km2. Es folgen der Markt Pöttmes mit 82,58 km2 und Friedberg mit 81,2 km2. Jeweils zwei Gemeinden haben eine Fläche die größer ist als 40 beziehungsweise 30 km2. Zehn Gemeinden haben eine Fläche von über 20 km2 und sieben Gemeinden sind über 10 km2 groß. Die kleinsten Flächen haben die Gemeinden Steindorf mit 16,19 km2, Schmiechen mit 13,5 km2 und die Obergriesbach mit 10,32 km2.
Den größten Anteil an der Bevölkerung des Landkreises von 136.430 Einwohnern haben die Städte Friedberg mit 29.956 Einwohnern und Aichach mit 21.869 Einwohnern, gefolgt von dem Markt Mering mit 15.160 Einwohnern und der Gemeinde Kissing mit 11.730 Einwohnern. Eine Gemeinde hat über 6.000 Einwohner und jeweils zwei Gemeinden haben über 5.000 beziehungsweise 4.000 Einwohner. Mit über 3.000 Bewohnern gibt es eine Gemeinde im Landkreis. Vier Gemeinden haben über 2.000 Einwohner, neun über und eine unter 1.000 Einwohner. Die drei von der Einwohnerzahl her kleinsten Gemeinden sind Schmiechen mit 1358 Einwohnern, Baar mit 1263 und Steindorf mit 982 Einwohnern.
Der gesamte Landkreis Aichach-Friedberg hat eine Bevölkerungsdichte von 174 Einwohnern pro km2. Die größte Bevölkerungsdichte innerhalb des Kreises haben die Gemeinden Mering mit 564 Einwohnern pro km2 und Kissing mit 507, gefolgt von den Städten Friedberg mit 369 und Aichach mit 235. Sechs Gemeinden haben eine Bevölkerungsdichte von über 100. Fünf dieser Gemeinden haben eine geringere Bevölkerungsdichte als der Landkreisdurchschnitt von 174. In den restlichen vierzehn Gemeinden liegt die Bevölkerungsdichte unter 100. Die am dünnsten besiedelten Gemeinden sind Todtenweis mit 71, Schiltberg mit 65 und Steindorf mit 61 Einwohnern pro km2.

## Legende
- Gemeinde: Name der Gemeinde beziehungsweise Stadt und Angabe, zu welchem Landkreis der namensgebende Ort der Gemeinde vor der Gebietsreform gehörte
- Teilorte: Aufgezählt werden die ehemals selbständigen Gemeinden der Verwaltungseinheit. Dazu ist das Jahr der Eingemeindung angegeben. Bei den Teilorten, die vor der Gebietsreform zu einem anderen Landkreis gehörten als der Hauptort der heutigen Gemeinde, ist auch dieses vermerkt
- VG: Zeigt die Zugehörigkeit zu einer der Verwaltungsgemeinschaften
- Wappen: Wappen der Gemeinde beziehungsweise Stadt
- Karte: Zeigt die Lage der Gemeinde beziehungsweise Stadt im Landkreis
- Fläche: Fläche der Stadt beziehungsweise Gemeinde, angegeben in Quadratkilometer
- Einwohner: Zahl der Menschen die in der Gemeinde beziehungsweise Stadt leben (Stand: 31. Dezember 2023[1])
- EW-Dichte: Angegeben ist die Einwohnerdichte, gerechnet auf die Fläche der Verwaltungseinheit, angegeben in Einwohner pro km2 (Stand: 31. Dezember 2023[2])
- Höhe: Höhe der namensgebenden Ortschaft beziehungsweise Stadt in Meter über Normalnull[3]
- Bild: Bild aus der jeweiligen Gemeinde beziehungsweise Stadt

## Gemeinden
| Gemeinde | Teilorte | VG          | Wappen                                   | Karte                                                          | Fläche | Einwohner | EW- Dichte | Höhe | Bild |
| --- | --- | ----------- | ---------------------------------------- | -------------------------------------------------------------- | ------ | --------- | ---------- | ---- | --- |
| Landkreis Aichach-Friedberg | |             | Wappen des Landkreises Aichach-Friedberg | Lage des Landkreises Aichach-Friedberg in Bayern               | 783,09 | 137.344   | 174        |      | „Bayerisches Nationaldenkmal“ auf dem Gelände des Burgstalls der Burg Oberwittelsbach, der einstigen Stammburg der Wittelsbacher, deshalb auch die Bezeichnung „Wittelsbacher Land“ für den Landkreis Aichach-Friedberg |
| Adelzhausen (vor der Gebietsreform Landkreis Aichach)                                                                           | Adelzhausen Burgadelzhausen (1976, vor der Gebietsreform Landkreis Friedberg) Heretshausen (1972) | VG Dasing   | Wappen der Gemeinde Adelzhausen          | Lage der Gemeinde Adelzhausen im Landkreis Aichach-Friedberg   | 16,97  | 1.853     | 109        | 492  | Adelzhausen |
| Affing (vor der Gebietsreform Landkreis Aichach)                                                                                | Affing Anwalting (1978, vor der Gebietsreform Landkreis Friedberg) Aulzhausen (1978, vor der Gebietsreform Landkreis Friedberg) Gebenhofen (1978, vor der Gebietsreform Landkreis Friedberg) Haunswies (1972) Mühlhausen (1978, vor der Gebietsreform Landkreis Friedberg) |             | Wappen der Gemeinde Affing               | Lage der Gemeinde Affing im Landkreis Aichach-Friedberg        | 44,86  | 5.573     | 124        | 466  | Kirche St. Peter und Paul, Affing |
| Aichach (Kreisstadt) (vor der Gebietsreform Landkreis Aichach)                                                                  | Aichach Algertshausen (1974) Ecknach (1978) Edenried (1972 nach Grießbeckerzell) Gallenbach (1978) Griesbeckerzell (1978) Klingen (1977) Oberbernbach (1978) Obermauerbach (1977) Oberschneitbach (1972) Oberwittelsbach (1978) Sulzbach (1972) Untergriesbach (1970) Unterschneitbach (1970) Unterwittelsbach (1972) Walchshofen (1972) |             | Wappen der Stadt Aichach                 | Lage der Stadt Aichach im Landkreis Aichach-Friedberg          | 92,97  | 21.908    | 235        | 446  | Das „Untere Tor“ von Aichach im Zentrum der Stadt |
| Aindling (Markt) (vor der Gebietsreform Landkreis Aichach)                                                                      | Aindling Binnenbach (1971) Gaulzhofen (1971) Hausen (1971) Pichl (1971) Stotzard (1971) | VG Aindling | Wappen des Marktes Aindling              | Lage des Marktes Aindling im Landkreis Aichach-Friedberg       | 31,43  | 4.656     | 148        | 467  | Kupferstich Aindling 1702, von Michael Wening |
| Baar (vor der Gebietsreform Landkreis Neuburg a.d.Donau; gehörte von 1978 bis 1994 zum Markt Thierhaupten – Landkreis Augsburg) | Oberbaar (Vereinigung mit Unterbaar 1972) Unterbaar Heimpersdorf (1994) | VG Pöttmes  | Wappen der Gemeinde Baar                 | Lage der Gemeinde Baar im Landkreis Aichach-Friedberg          | 16,94  | 1.263     | 75         | 431  | Unterbaar, Wallfahrtskapelle „Maria im Elend“ |
| Dasing (vor der Gebietsreform Landkreis Friedberg)                                                                              | Dasing Laimering (1972) Rieden (1972) Taiting (1972) Wessiszell (1972) | VG Dasing   | Wappen der Gemeinde Dasing               | Lage der Gemeinde Dasing im Landkreis Aichach-Friedberg        | 40,91  | 5.779     | 141        | 483  | Burgstall Dasing, Rekonstruktion der Burg auf der Infotafel zur Hauptburg |
| Eurasburg (vor der Gebietsreform Landkreis Friedberg)                                                                           | Eurasburg Freienried (1972) | VG Dasing   | Wappen der Gemeinde Eurasburg            | Lage der Gemeinde Eurasburg im Landkreis Aichach-Friedberg     | 23,96  | 1.861     | 78         | 514  | Eurasburg von Westen |
| Friedberg (Stadt) (vor der Gebietsreform Landkreis Friedberg)                                                                   | Friedberg Bachern (1972 zu Ottmaring) Derching (1978) Haberskirch (1972 zu Stätzling) Harthausen (1974) Ottmaring (1978) Paar (1974) Rederzhausen (1978) Rinnenthal (1972 zu Ottmaring) Rohrbach (1972 zu Ottmaring) Stätzling (1978) Wiffertshausen (1970) Wulfertshausen (1978) |             | Wappen der Stadt Friedberg               | Lage der Stadt Friedberg im Landkreis Aichach-Friedberg        | 81,2   | 30.407    | 369        | 514  | Friedberg, Stadtmauer · Friedberger Rathaus |
| Hollenbach (vor der Gebietsreform Landkreis Aichach)                                                                            | Hollenbach Igenhausen (1971) Mainbach (1971) Motzenhofen (1971) Schönbach (1971) |             | Wappen der Gemeinde Hollenbach           | Lage der Gemeinde Hollenbach im Landkreis Aichach-Friedberg    | 26,12  | 2.463     | 94         | 456  | Bauernhaus in Motzenhofen |
| Inchenhofen (Markt) (vor der Gebietsreform Landkreis Aichach)                                                                   | Inchenhofen Oberbachern (1972) Sainbach (1978) |             | Wappen des Marktes Inchenhofen           | Lage des Marktes Inchenhofen im Landkreis Aichach-Friedberg    | 27,55  | 2.696     | 98         | 468  | Ortsansicht von Inchenhofen |
| Kissing (vor der Gebietsreform Landkreis Friedberg)                                                                             | Kissing |             | Wappen der Gemeinde Kissing              | Lage der Gemeinde Kissing im Landkreis Aichach-Friedberg       | 23,12  | 11.691    | 507        | 523  | Schloss Kissing · Kirche St. Stephan, Kissing |
| Kühbach (Markt) (vor der Gebietsreform Landkreis Aichach)                                                                       | Kühbach Haslangkreit (1978) Oberschönbach (1972) Stockensau (1972) Unterbernbach (1978) | VG Kühbach  | Wappen des Marktes Kühbach               | Lage des Marktes Kühbach im Landkreis Aichach-Friedberg        | 37,57  | 4.197     | 112        | 456  | Schloss Kühbach |
| Merching (vor der Gebietsreform Landkreis Friedberg)                                                                            | Merching Hochdorf (1978) Steinach b.Mering (1978) |             | Wappen der Gemeinde Merching             | Lage der Gemeinde Merching im Landkreis Aichach-Friedberg      | 24,83  | 3.246     | 131        | 529  | St. Martin, Merching |
| Mering (Markt) (vor der Gebietsreform Landkreis Friedberg)                                                                      | Mering Baierberg (1972, vor der Gebietsreform Landkreis Fürstenfeldbruck) | VG Mering   | Wappen des Marktes Mering                | Lage des Marktes Mering im Landkreis Aichach-Friedberg         | 26,87  | 15.196    | 564        | 527  | Mering, Kirche St. Michael und Torhaus der ehemaligen Befestigung |
| Obergriesbach (vor der Gebietsreform Landkreis Aichach)                                                                         | Obergriesbach Zahling (1972) | VG Dasing   | Wappen der Gemeinde Obergriesbach        | Lage der Gemeinde Obergriesbach im Landkreis Aichach-Friedberg | 10,32  | 1.987     | 193        | 479  | Obergriesbach St. Stephan |
| Petersdorf (vor der Gebietsreform Landkreis Aichach)                                                                            | Petersdorf Alsmoos (1978) Schönleiten (1978) Willprechtszell (1978) | VG Aindling | Wappen der Gemeinde Petersdorf           | Lage der Gemeinde Petersdorf im Landkreis Aichach-Friedberg    | 19,51  | 1.733     | 89         | 461  | Ansicht des Ortsteils Willprechtszell |
| Pöttmes (Markt) (vor der Gebietsreform Landkreis Aichach)                                                                       | Pöttmes Ebenried (1977) Echsheim (1978, vor Gebietsreform Landkreis Neuburg a.d.Donau) Grimolzhausen (1972, vor Gebietsreform Landkreis Schrobenhausen) Gundelsdorf (1976) Handzell (1972) Immendorf (1970) Kühnhausen (1972, vor Gebietsreform Landkreis Neuburg a.d.Donau) Osterzhausen (1978) Reicherstein (1978, vor Gebietsreform Landkreis Neuburg a.d.Donau) Schnellmannskreuth (1970) Schorn (1972, vor Gebietsreform Landkreis Neuburg a.d.Donau) Wiesenbach (1978, vor Gebietsreform Landkreis Neuburg a.d.Donau) | VG Pöttmes  | Wappen des Marktes Pöttmes               | Lage des Marktes Pöttmes im Landkreis Aichach-Friedberg        | 82,58  | 6.990     | 85         | 407  | Johanneskapelle auf dem Marktplatz der Gemeinde Pöttmes · Markttor · Häuser am Erdweg im Ortskern von Pöttmes |
| Rehling (vor der Gebietsreform Landkreis Aichach)                                                                               | Rehling |             | Wappen der Gemeinde Rehling              | Lage der Gemeinde Rehling im Landkreis Aichach-Friedberg       | 26,26  | 2.642     | 101        | 497  | Taglilienfeld bei Rehling (Naturschutzgebiet) |
| Ried (vor der Gebietsreform Landkreis Friedberg)                                                                                | Ried Baindlkirch (1978) Eismannsberg (1978) Hörmannsberg (1972) Sirchenried (1972) Zillenberg (1972) |             | Wappen der Gemeinde Ried                 | Lage der Gemeinde Ried im Landkreis Aichach-Friedberg          | 29,21  | 3.212     | 110        | 526  | Ried von Osten |
| Schiltberg (vor der Gebietsreform Landkreis Aichach)                                                                            | Schiltberg Allenberg (1972) Aufhausen (1972) Rapperzell (1972) Ruppertszell (1972) | VG Kühbach  | Wappen der Gemeinde Schiltberg           | Lage der Gemeinde Schiltberg im Landkreis Aichach-Friedberg    | 29,81  | 1.944     | 65         | 455  | Schiltberg |
| Schmiechen (vor der Gebietsreform Landkreis Friedberg)                                                                          | Schmiechen Unterbergen (1978) | VG Mering   | Wappen der Gemeinde Schmiechen           | Lage der Gemeinde Schmiechen im Landkreis Aichach-Friedberg    | 13,5   | 1.358     | 101        | 539  | Wallfahrtskirche Maria Kappel, Schmiechen |
| Sielenbach (vor der Gebietsreform Landkreis Aichach)                                                                            | Sielenbach Tödtenried (1972) | VG Dasing   | Wappen der Gemeinde Sielenbach           | Lage der Gemeinde Sielenbach im Landkreis Aichach-Friedberg    | 17,87  | 1.841     | 103        | 467  | Wallfahrtskirche Maria Birnbaum bei Sielenbach |
| Steindorf (vor der Gebietsreform Landkreis Fürstenfeldbruck)                                                                    | Steindorf Eresried (1978) Hausen b.Hofhegnenberg (1978) Hofhegnenberg (1978) | VG Mering   | Wappen der Gemeinde Steindorf            | Lage der Gemeinde Steindorf im Landkreis Aichach-Friedberg     | 16,19  | 982       | 61         | 538  | Schloss Hofhegnenberg |
| Todtenweis (vor der Gebietsreform Landkreis Aichach)                                                                            | Todtenweis | VG Aindling | Wappen der Gemeinde Todtenweis           | Lage der Gemeinde Todtenweis im Landkreis Aichach-Friedberg    | 20,28  | 1.439     | 71         | 449  | im Vordergrund: Todtenweis (mit Pfarrkirche St. Ulrich und Afra), im Hintergrund Aindling |